# Mer agitée à Étretat
Mer agitée à Étretat est un tableau peint par Claude Monet en 1883. Il est conservé au musée des Beaux-Arts de Lyon.

## Description
Le tableau représente la mer très agitée avec en fond la falaise d'Étretat et sa célèbre arche. Au premier plan, deux hommes près d'une barque tirée à terre contemplent les vagues.
Le nom de Claude Monet et la date figurent dans le coin inférieur gauche du tableau.

## Postérité
Le tableau est acquis par le musée des Beaux-Arts de Lyon en 1902 auprès de la galerie Durand-Ruel à Paris.